# Raphanus raphanistrum
La rabaniza, rabizón o rábano silvestre (Raphanus raphanistrum) es una planta herbácea anual de la familia de las brasicáceas. Se la considera una de las posibles antepasadas del rábano doméstico (Raphanus sativus).

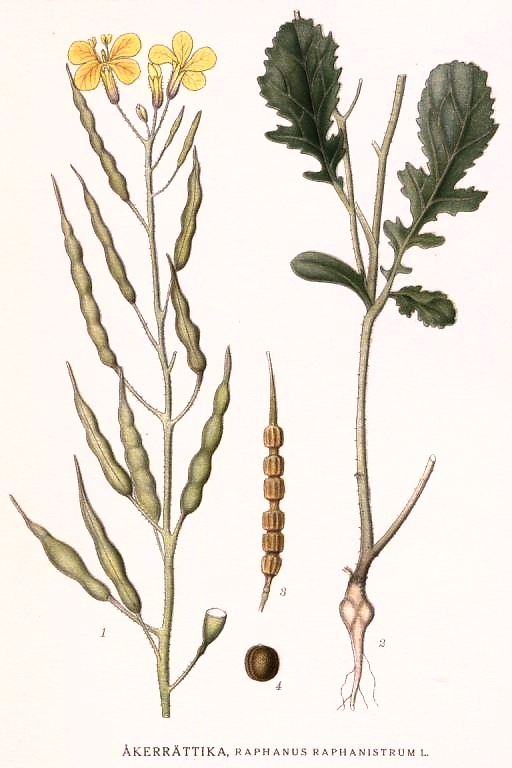
Ilustración

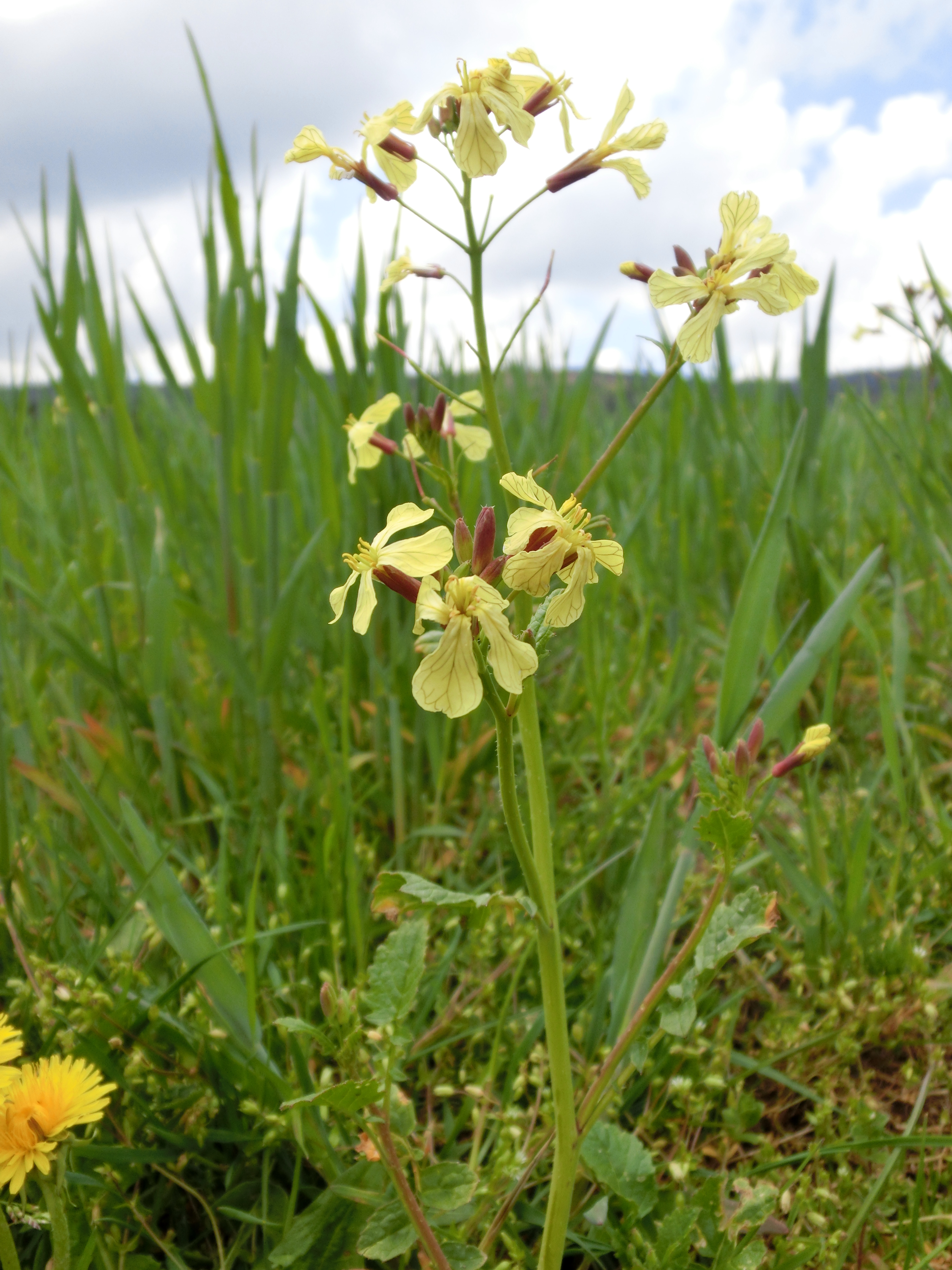
Vista de la planta

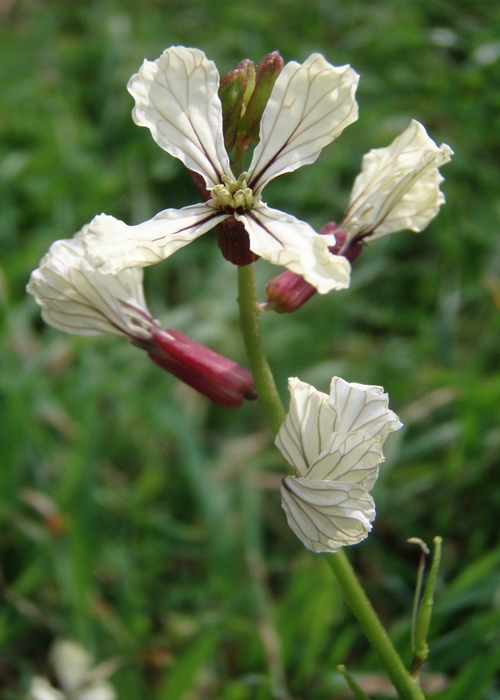
Detalle de las flores

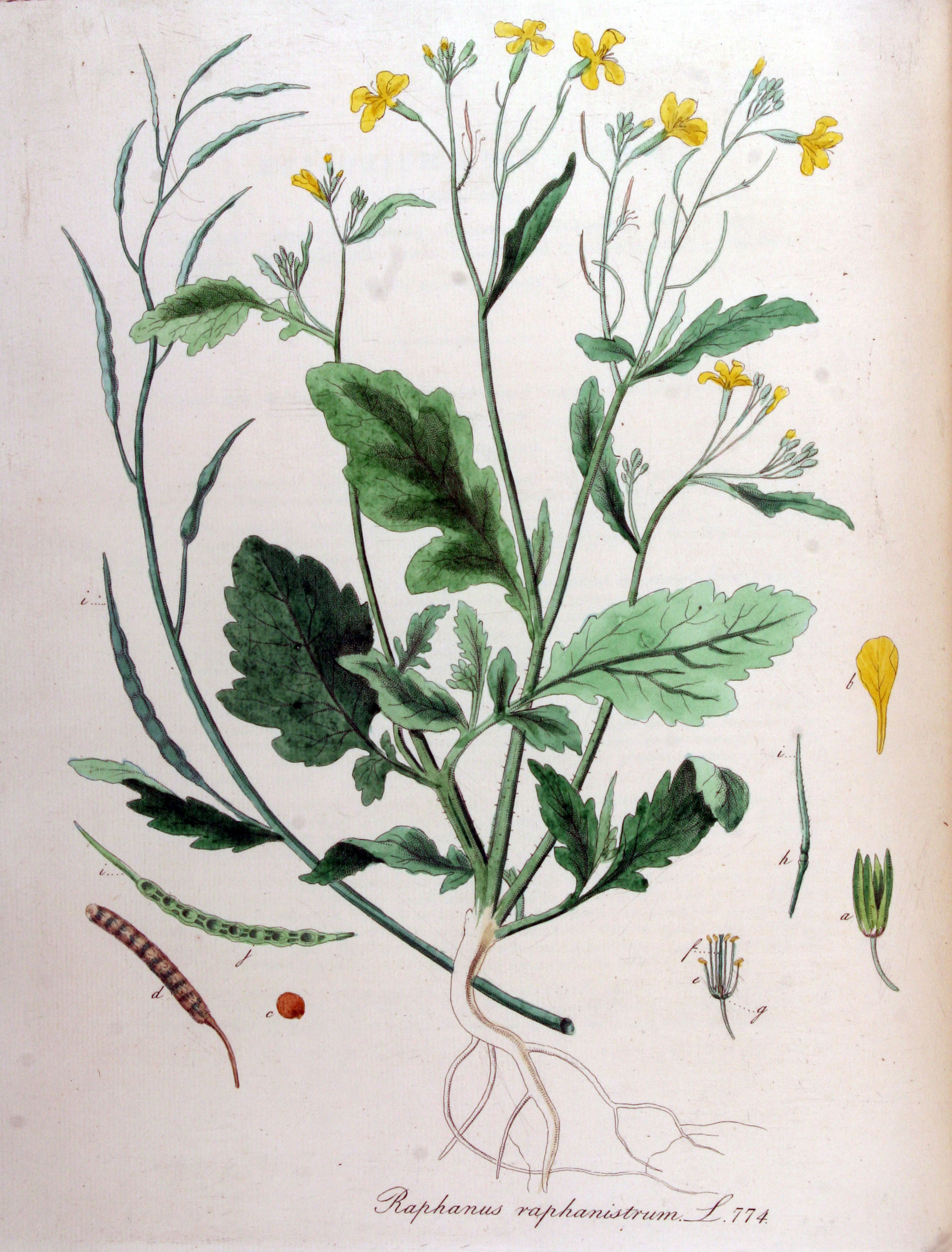
Ilustración de Flora Batava

## Descripción
Sus primeras hojas crecen en forma de roseta en la base de un tallo erecto pubescente, mientras que las demás crecen a lo largo de él. Tiene flores tetrámeras de color rosado y su fruto es una silicua. Al igual que el rábano doméstico, su raíz está engrosada porque allí almacena almidón de reserva.
Son hierbas anuales o bianuales gruesas, con raíces axonomorfas, erectas y ramificadas, de 3–8 dm de alto, en general escasamente híspidas. Hojas inferiores obovado-oblongas, pinnatífidas con 5–15 segmentos oblongos, progresivamente más grandes hacia el segmento terminal, hojas superiores reducidas y frecuentemente enteras o casi así. Pétalos 1–1.5 cm de largo, amarillentos tornándose blancos; estambres tetradínamos. Silicuas indehiscentes, cilíndricas o casi así cuando frescas, tornándose acostilladas al secarse, estrechadas entre las semillas en la porción fértil, la cual es 2–4 cm de largo y 4–8 mm de ancho, un rostro estéril de 1–3 cm de largo se encuentra sobre la parte fértil; semillas esféricas, cotiledones conduplicados.

## Distribución
Es una especie originaria de Asia o del Mediterráneo que está presente en todos los continentes y, por su facilidad de dispersarse y no tener usos relevantes, se considera una maleza. Tiene buena capacidad de adaptación, por lo que crece tanto a orillas de los caminos y en terrenos abandonados de escasa fertilidad, como dentro de cultivos de todo tipo.

## Taxonomía
Raphanus raphanistrum fue descrita por Carlos Linneo y publicado en Species Plantarum 2: 669. 1753.
Etimología
Raphanus: nombre genérico que deriva del griego ράφανος y luego del latín rǎphǎnus, -i, que designaba el Raphanus sativus y sus variedades, particularmente la variedad niger en la antigüedad, y que viene descrito en la Historia naturalis (19, XXVI, 80) de Plinio el viejo.
raphanistrum: epíteto latino que puede traducirse por “parecido al rábano”.
Variedades aceptadas
- Raphanus raphanistrum subsp. landra (Moretti ex DC.) Bonnier & Layens
- Raphanus raphanistrum subsp. rostratus (DC.) Thell.
- Raphanus raphanistrum subsp. sativus (L.) Domin

Sinonimia
- Brassica heleniana Burch. ex Loudon
- Crucifera raphanistrum E.H.L.Krause
- Durandea unilocularis Delarbre
- Raphanistrum arvense (All.) Mérat
- Raphanistrum fugax (C.Presl) Nyman
- Raphanistrum innocuum Moench
- Raphanistrum innocuum subsp. fugax Nyman
- Raphanistrum lampsana Gaertn.
- Raphanistrum segetum Baumg.
- Raphanistrum silvestre Asch.
- Raphanistrum vulgare Gray
- Raphanus fugax C.Presl
- Raphanus microcarpus (Lange) Willk.
- Raphanus segetum Clavaud
- Raphanus sylvestris Lam.
- Rapistrum arvense All.
- Rapistrum raphanistrum (L.) Crantz
- Sinapis raphanistrum (L.) Gueldenst. ex Ledeb.[2]

## Usos
En la isla de Gran Canaria es típico de hacer el potaje de jaramago.

## Nombre común
- Castellano: abresto, achesnas, alesnas, arrabasnos, cerrayas, erbiaca, erviana, géniva, jaramago (6), jaramago blanco (8), jaramago menor (3), jaramago negro, jábena, jaramago blanco, jévenes, labresto, labrestos, lesnas, morón, mostaza, nabestro, nabicilla, nabieyo, nabiza (2), nabiza blanca, nabo silvestre, nabresto, oruga, oruga giganta, oruga silvestre (2), pan y quesillo, pan y quesito, pan y quesito blanco, pan y queso, pimpájaro picotúo, piques altos, rabanillo (24), rabanillo amarillo, rabanillo blanco, rabanillo de flor blanca, rabanito, rabaniyas, rabaniza (14), rabaniza de Andalucía, rabaniza silvestre, rábano silvestre (2), ramo de San José, rebanisa (2), rábano (2), rábano blanco, rábano salvaje (2), rábano silvestre (16), samargo, samargos, xebena de flor blanca, yerbana blanca. (El número entre paréntesis indica las especies que tienen el mismo nombre en España)[3]